# Clemência da Hungria
Clemença de Hungria (em italiano: Clemenza, em francês: Clémence; Nápoles, 8 de fevereiro de 1293 - Paris, 1328) foi rainha consorte de França e de Navarra pelo seu casamento com Luís X de França, e mãe de João I de França, o Póstumo.

## Família
Era filha de Carlos Martel de Anjou, rei titular da Hungria, e de Clemência de Habsburgo, por isso neta do Sacro Imperador Romano-Germânico Rodolfo I da Germânia. Carlos de Valois, pela sua primeira esposa Margarida de Anjou-Sicília, era assim seu tio.

## Biografia

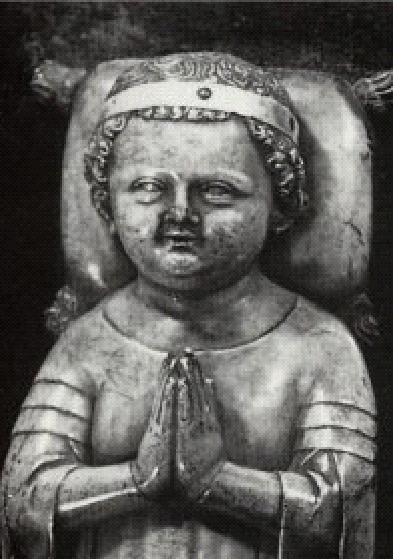
Representação de João I de França, o Póstumo.

Assim que Luís X de França enviuvou de Margarida da Borgonha, a sua busca por uma esposa que lhe pudesse dar o tão desejado herdeiro varão levou-o para Clemência, provavelmente por recomendação do tio de ambos, Carlos de Valois. Casaram-se a 19 de agosto de 1315 e a nova rainha foi coroada a 24 de agosto, na Catedral de Notre-Dame de Reims.
Luís X morreu a 5 de junho de 1316, quando Clemência estava grávida. Filipe de Poitiers, irmão de Luís X, assumiu a regência, sob alegações de que a rainha grávida não podia assumir o governo do país. A criança, nascida na noite de 14 para 15 de novembro, acabaria por ser o ambicionado herdeiro varão, João I de França. Poucos dias depois, a 19 de Novembro, João I o Póstumo morreu de forma misteriosa durante a cerimónia de apresentação aos barões.
As coroas de França e de Navarra passaram então para Filipe V de França. Clemência abandonou a corte e foi para Avinhão. Em 1318 entrou para o convento dominicano de Aix-en-Provence. Alguns anos depois voltou a Paris, onde morreu, a 12 de outubro de 1328, com 35 anos de idade. Foi sepultada a 15 de outubro no convento dos Jacobinos.

## Representações na cultura
- Clemência da Hungria é uma das personagens da série de livros de romance histórico Os Reis Malditos (Les Rois Maudits em francês) de Maurice Druon, publicada entre 1955 e 1977, e adaptada para a televisão por duas vezes na França, em 1972 e em 2005.